# Manuel Pinheiro Chagas
Manuel Joaquim Pinheiro Chagas (Lisboa, 13 de Novembro de 1842 – Lisboa, 8 de Abril de 1895), mais conhecido por Manuel Pinheiro Chagas, foi um político, escritor e jornalista português. Destacou-se como romancista, historiador e dramaturgo, tendo escrito inúmeros romances históricos e diversas peças de teatro, algumas das quais se mantiveram em cena por mais de um século. Foi director de vários periódicos de Lisboa. Exerceu as funções de deputado e par do Reino e foi Ministro da Marinha e Ultramar na fase decisiva das movimentações da potências europeias em torno da partilha de África. Foi um dos fundadores da Sociedade de Geografia de Lisboa.

## Biografia
Manuel Joaquim Pinheiro Chagas nasceu na freguesia de Santa Isabel, Lisboa, a 13 de Novembro de 1842, filho de Joaquim Pinheiro das Chagas, major do Exército, veterano das guerras liberais e secretário particular do rei Dom Pedro V, e de sua mulher Gertrudes Justiniana Gomes Ramos. Destinado a seguir a carreira militar, frequentou o Colégio Militar, a Escola do Exército e a Escola Politécnica de Lisboa. No seu percurso militar, que interrompeu em 1866, alcançou o posto de capitão. Retomaria a carreira militar em 1883, ao ser chamado para integrar o ministério.

### A produção literária
Foi aluno brilhante, começando desde cedo a demonstrar grande interesse pela escrita. A sua primeira obra publicada foi Anjo do Lar (1863), uma colectânea de poemas, a que se seguiu Poema da Mocidade (1865), outra colectânea poética, prefaciado por António Feliciano de Castilho. Foi o prefácio de Castilho àquela obra de poesia juvenil, apropriadamente intitulada Poema da Mocidade, que levou à eclosão da Questão Coimbrã, polémica onde o grupo de Pinheiro Chagas, Júlio de Castilho, Brito Aranha, Camilo Castelo Branco e Ramalho Ortigão enfrentou Teófilo Braga e Antero de Quental, num epifenómeno literário das tensões entre conservadorismo e reformismo que atravessavam a sociedade portuguesa de então.
A partir daí, passa a colaborar intensamente na imprensa e a manter uma actividade literária a que cedo associou uma não menos intensa actividade política. Passou a publicar textos de ficção, sendo um dos introdutores do romance de aventuras em Portugal. Também se interessou pela História, tendo produzido trabalhos que, embora operosos, não seguem as preocupações de rigor e de erudição dos mais conceituados historiadores da época.
Apesar de as suas obras oscilarem entre um estilo rigoroso e uma atmosfera de afectação, a popularidade de Pinheiro Chagas foi grande, sendo durante muito tempo considerado como um dos mais populares escritores portugueses. A prová-lo está o plebiscito literário realizado em 1884 pelo jornal O Imparcial de Coimbra, que tendo feita uma sondagem sobre quem seriam os três escritores portugueses mais notáveis nessa época, obteve dos seus leitores a seguinte classificação: 1.º Camilo Castelo Branco; 2.º Manuel Pinheiro Chagas; e 3.º José Maria Latino Coelho.
O seu zoilo Eça de Queiroz que, fazendo referência ao seu passado como militar, o apelidava de brigadeiro Chagas, aparecia apenas no 4.º lugar, seguido de Ramalho Ortigão, Teófilo Braga, Oliveira Martins e Guerra Junqueiro, numa ordenação que pouco diz sobre a popularidade futura dos escritores.
Apesar dessa opinião dos leitores e das suas obras terem gozado de êxito imediato e grande divulgação, tal não se repercutiu após a morte do autor, sendo este praticamente esquecido. Para isso muito contribuíram as polémicas que manteve com Eça de Queirós, que o fizeram pouco querido da geração de intelectuais que se lhe seguiu. Hoje algumas das suas obras têm vindo a ser reeditadas, com razoável êxito. A peça A Morgadinha de Valflor (1869) teve assinalável êxito e manteve-se popular, sendo encenada, particularmente por grupos amadores, durante todo o último século.
Foi ainda tradutor de obras de Jules Verne e de Daniel Defoe, contribuindo em muito para a introdução e popularidade do romance de aventuras em Portugal.
Numa nomeação controversa, foi feito professor de Literatura Clássica do Curso Superior de Letras, conjugando também nessa função a sua actividade literária com os seus ideais políticos. Entrou em choque com muitos dos principais protagonistas da vida literária portuguesa de então, do que resultaram inúmeras polémicas, das quais a mais azeda e prolongada, durando mais de 20 anos, foi mantida com Eça de Queirós.
A sua produção literária, em especial na área da História, levou a que em 16 de Janeiro de 1866 fosse eleito sócio efectivo e depois secretário-geral da Academia das Ciências de Lisboa.

### O jornalista e parlamentar

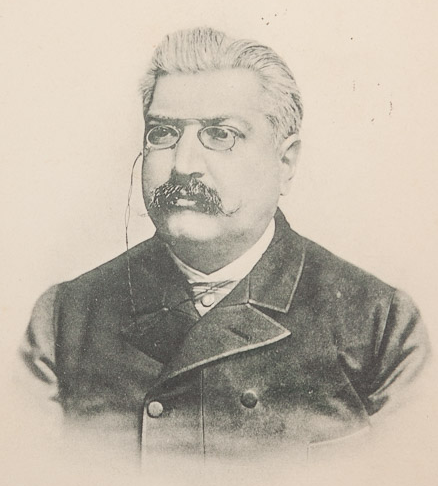
Postal com retrato de Pinheiro Chagas (década de 1890).

Contudo, foi na actividade jornalística que Pinheiro Chagas mais se destacou, demonstrando uma capacidade de trabalho e combatividade inesgotáveis. Tendo-se iniciado no jornal A Revolução de Setembro, na altura dirigido por António Rodrigues Sampaio, cedo assumiu um estilo que privilegiava a visão crítica da sociedade e da governação, mesclando o jornalismo noticioso com a intervenção política.
A partir dessa iniciação, Pinheiro Chagas colaborou em diversos periódicos, nos quais sustentou acesas polémicas, fez comentário político, animou secções de folhetim e fez crítica artística, em especial literária, teatral e das artes plásticas. Foi director literário do Jornal do domingo (1881–1888), e colaborou em diversas publicações periódicas, nomeadamente no jornal O Panorama (1837–1868), Arquivo Pitoresco (1857–1868), Revista Contemporânea de Portugal e Brasil (1859–1865), Gazeta Literária do Porto (1868), O Occidente (1878–1915), Lisboa creche: jornal miniatura (1884), A illustração portugueza (1884–1890), A semana de Lisboa (1893–1895), Tiro civil (1895–1903) e na sua sucessora, a revista Tiro e Sport (1904–1913) e ainda na Branco e Negro (1896–1898).
Foi a partir desta presença na imprensa que Pinheiro Chagas construiu a sua carreira política, a qual ganhou ímpeto em 1871, aos 29 anos de idade, quando passou a colaborar no jornal A Discussão, órgão oficioso do recém-fundado Partido Constituinte liderado por José Dias Ferreira. Nesse mesmo ano, nas eleições gerais de 9 de Julho, é eleito deputado para a 20.ª Legislatura da Monarquia Constitucional, pelo círculo uninominal da Covilhã, por onde se candidatara com o apoio de Manuel Vaz Preto Geraldes, um importante cacique de Castelo Branco. Foi reeleito, pelo mesmo círculo, nas eleições gerais de 12 de Julho de 1874 (21.ª Legislatura).
Para além das suas funções como deputado, a partir de 1875 passa a exercer as funções de director político de A Discussão, cujo título seria alterado em Janeiro de 1876 para Diário da Manhã, com Pinheiro Chagas como seu director.
Nas eleições gerais de 13 de Outubro de 1878 foi novamente eleito pela Covilhã, para uma legislatura que terminaria em 19 de Junho de 1879 com a dissolução prematura das Cortes. Na eleição seguinte, realizada a 19 de Outubro de 1879, perde o lugar para o candidato do Partido Progressista, mas, numa eleição suplementar, realizada no ano seguinte no círculo de Arganil, volta a ser eleito, regressando assim ao parlamento em meados de 1880. Na eleição geral de 21 de Agosto de 1881 foi reeleito pelo círculo de Arganil.
Como deputado, revelou-se participativo e de grande combatividade, tratando uma grande profusão de temas, sem contudo se notar uma linha condutora da sua ação política, apenas sendo clara a sua postura conservadora e pró-colonial, defendendo a consolidação da presença portuguesa em África e a necessidade de dotar o país dos meios necessários à defesa do império ultramarino face ao crescente apetite das potências europeias por territórios que nominalmente eram considerados como sob controlo português.

### O incidente com Manuel Joaquim Pinto

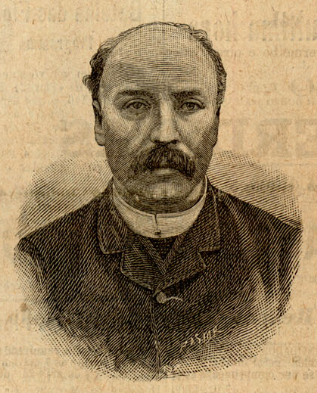
Manuel Joaquim Pinto.

Quando a Comuna de Paris foi formada em 1871, a imprensa portuguesa foi extremamente crítica. Entre os jornalistas mais contundentes estava Pinheiro Chagas, que escreveu um artigo de opinião, em que ironizava que se fosse em Portugal nem valia a pena julgarem a líder communard Louise Michel, pois que, para pôr aquela mulher na ordem, bastava levantarem-lhe as saias e darem-lhe um bom par de açoites, numa apologia implícita do uso da violência doméstica contra os males da emancipação das mulheres.
O Revolução Social, um dos primeiros jornais portugueses ligados à Associação Internacional dos Trabalhadores, o primeiro movimento internacionalista que aliou comunistas, socialistas e anarquistas, publicou então uma resposta, da autoria do jornalista e professor primário Manuel Joaquim Pinto, em que criticava duramente a deficiência dos argumentos e a baixeza das razões de Pinheiro Chagas.
Manuel Joaquim Pinto dava aulas numa escola de ensino livre que funcionava em Alcântara, então um bairro operário de Lisboa. Era uma escola gratuita destinada sobretudo a proporcionar o acesso à educação aos filhos dos operários das fábricas que, durante o século XIX, se tinham fixado nas imediações daquele local.
Pinheiro Chagas, ofendido pelo artigo, escreveu uma carta a Manuel Joaquim Pinto pedindo explicações. Quem não se ficou pelos ajustes foi o professor anarco-comunista, que se dirigiu ao parlamento e lá, encontrando Pinheiro Chagas, resolveu aplicar a sugestão feita a propósito de Louise Michel: deu umas valentes bengaladas no deputado, para grande escândalo da imprensa e das Cortes. Por esse atentado, Manuel Joaquim Pinto foi julgado e condenado a 18 meses de prisão e ao pagamento de uma multa.

### A passagem pelo Ministério da Marinha e Ultramar
Por esta altura, os seus dotes de oratória, demonstrados no parlamento e nas cerimónias públicas onde era um dos oradores mais convidados, aliados à sua activa participação na imprensa, tinham feito de Pinheiro Chagas um dos mais importantes e influentes políticos do tempo. Assim, quando em Outubro de 1883 o governo presidido por Fontes Pereira de Melo se viu confrontado com crescentes problemas colocados pelas potências europeias, para além das pressões anti-esclavagistas lideradas pela Grã-Bretanha, Pinheiro Chagas foi chamado para substituir José Vicente Barbosa du Bocage na pasta da Marinha e do Ultramar, transitando este para a pasta dos Negócios Estrangeiros.
Manter-se-ia naquela pasta até 16 de Fevereiro de 1886, data em que o ministério presidido por Fontes Pereira de Melo deu lugar a outro, agora presidido por José Luciano de Castro. Tratou-se de um período decisivo em que as rápidas movimentações das potências europeias na frente diplomática, e na consolidação da sua ocupação do território em África, punham em crise a velha partilha de esferas de influência naquele continente, ameaçando a manutenção do controlo luso sobre boa parte dos territórios tradicionalmente reclamados como estando sob soberania ou protetorado português.
Pinheiro de Chagas e o seu colega dos Negócios Estrangeiros, José Vicente Barbosa du Bocage, tiveram de enfrentar difíceis negociações com o governo britânico sobre a soberania portuguesa na costa ocidental de África, com destaque para as questões relacionadas com o controlo da foz do rio Zaire e com o esclavagismo no Daomé, em especial em torno dos problemas levantados pela presença portuguesa em São João Baptista de Ajudá.
Nas eleições gerais realizadas 29 de Junho de 1884 foi eleito deputado pelas Caldas da Rainha.
Estas questões, associadas à contestação que a França, Alemanha e Bélgica fizeram ao acordo que havia sido laboriosamente negociado em princípios de 1884 sobre a navegação na foz do Zaire, levaram à convocação da Conferência de Berlim, que decorreu de Novembro daquele ano a Fevereiro do ano seguinte.
Todas estas difíceis negociações foram feitas num ambiente de grande exaltação patriótica em Portugal, em boa parte preparado pelas intervenções jornalísticas anteriores do próprio Pinheiro Chagas, que tornavam impopulares as posições do governo português, muitas vezes obrigado a transigir face à força dos interesses das grandes potências europeias.
Foi neste contexto de tensão sobre as questões coloniais que Pinheiro Chagas se associou a um grupo de intelectuais e políticos para fundar, à imagem das sociedades de exploração britânicas, a Sociedade de Geografia de Lisboa. O objectivo era dar corpo a um conjunto de viagens de exploração em África que rivalizassem com as realizadas sob a égide britânica, francesa e belga.
Foi assim que nasceu o mapa cor-de-rosa e se realizaram as grandes viagens de exploração de Hermenegildo Capelo e Roberto Ivens, Serpa Pinto, Augusto Cardoso, Henrique de Carvalho e Francisco Newton, quase todas entre 1884 e 1885.
Nas eleições gerais de 1887, 1889 e 1890 foi eleito deputado pelo círculo de Viana do Castelo, mantendo sempre uma muito activa presença parlamentar. Também a sua presença na imprensa não abrandou, para além de ser à época considerado como um dos mais conceituados escritores portugueses. Neste período, também a sua intervenção na Sociedade de Geografia de Lisboa e na Academia das Ciências mereceu nota.
Por decreto de 29 de Dezembro de 1892, foi nomeado par do Reino vitalício, tomando assento pela primeira vez na Câmara dos Pares na sessão de 30 de Janeiro de 1893.
Em Agosto de 1893, foi nomeado presidente da Junta do Crédito Público, cargo que ocuparia até falecer.
Manuel Joaquim Pinheiro Chagas faleceu na freguesia de Coração de Jesus, Lisboa a 8 de Abril de 1895, vítima de insuficiência cardíaca, da qual já padecia há alguns anos. Foi um dos grandes vultos da história portuguesa, tendo sido vítima de uma odiosa agressão, mal esclarecida, da qual nunca recuperou. Encontra-se sepultado em jazigo do Cemitério dos Prazeres.

## Obras publicadas

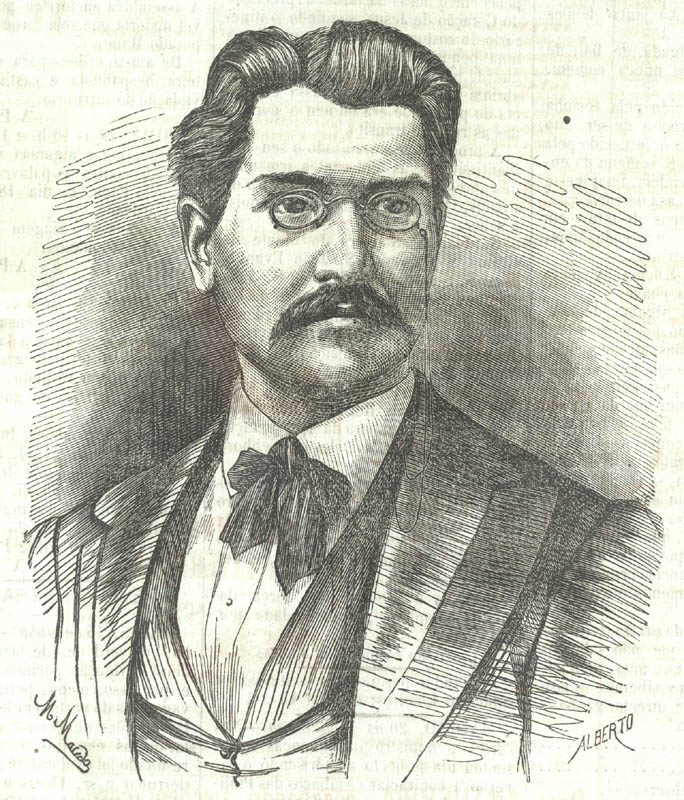
Manuel Pinheiro Chagas (Diário Ilustrado, Junho de 1873).

A lista que se segue não é exaustiva, tendo-se procedido à actualização ortográfica de alguns dos títulos. Algumas das obras publicadas por Pinheiro Chagas não se encontram nela incluídas, particularmente as que foram publicadas em periódicos.
- Obras poéticas:
  - Anjo do Lar (1863)
  - Poema da Mocidade (1865), prefaciado por António Feliciano de Castilho
- Obras de ficção:
  - Tristezas à Beira-Mar (1866)
  - A Flor Seca (1866)
  - A Virgem Guaraciaba (1866)
  - A Corte de Dom João V (1867)
  - Novelas Históricas (1869) (inclui as novelas O Wali de Santarém, O Escudeiro de Nuno Álvares, A Passagem do Bojador, O Berço de Maldição, Uma Aventura de Capa e Espada e A Noiva do Cadafalso)
  - A conspiração de Pernambuco (1870)
  - O segredo da viscondessa (1871)
  - Os Guerrilheiros da Morte (1872)
  - O major Napoleão (1872)
  - A Máscara Vermelha (1873)
  - O Juramento da Duquesa (1873)
  - Astucias de Namorada e Um melodrama em Santo Tirso (1873) (eBook)
  - O terramoto de Lisboa (1874)
  - A Lenda da Meia Noite (1874) (eBook)
  - As Duas Flores de Sangue (1875)
  - A varanda de Julieta (1876)
  - A Mantilha de Beatriz (1878)
  - A Jóia do Vice-Rei (1890)
  - A descoberta da Índia: contada por um marinheiro (1891)
  - O naufrágio de Vicente Sodré (1894)
- Obras dramáticas:
  - A Morgadinha de Valflor (1869)
  - Deputado de Venhanós (1869)
  - A Judia (1869)
  - À Volta do Teatro (1868)
  - Madalena e Helena (1875)
  - Quem Desdenha (1875)
- Obras de história e de crítica:
  - Ensaios Críticos (1866)
  - Novos Ensaios (1867)
  - Portugueses Ilustres (1869)
  - História de Portugal (8 volumes, 1869-1874)
  - História Alegre de Portugal (1880) (eBook)
  - Brasileiros Ilustres (1881)
  - As negociações com a Inglaterra (1890)
  - As colónias portuguesas no século XIX (1891)
  - Os descobrimentos portugueses e os de Colombo (1892)
  - Migalhas da História de Portugal (1893)

## Vida familiar
Manuel Joaquim Pinheiro Chagas casou na Igreja de Santa Isabel, em Lisboa, a 13 de setembro de 1863, com Maria da Piedade da Maternidade da Silva (falecida em 3 de dezembro de 1891 em Lisboa, Santa Isabel, aos 46 anos), filha de Marcos José Maria da Silva e Maria Teresa Ludovina, cuja mãe era de ascendência italiana, com quem teve sete filhos: 
- Raul da Silva Pinheiro Chagas, nascido em Lisboa, Santa Isabel, a 20 de agosto de 1864 e falecido a 26 de abril de 1936, casado em Lisboa, Santa Catarina, a 24 de abril de 1890, com Clarisse Gonçalves Teixeira;
- Alice da Silva Pinheiro Chagas, nascida em Almada, Santiago (extinta), a 28 de junho de 1866 e falecida em Linda-a-Pastora, Carnaxide, a 10 de maio de 1940, casada em Lisboa, Santa Isabel, a 25 de abril de 1891, com Jorge Verde, irmão de Cesário Verde;
- Mário da Silva Pinheiro Chagas, nascido em Lisboa, Santa Isabel, a 16 de julho de 1870 e falecido em Lisboa, São Mamede, a 9 de junho de 1939, advogado, deputado e bastonário da Ordem dos Advogados, casado em Lisboa, Arroios, a 19 de julho de 1894, com Constança Adelaide Franco de Castro;
- Álvaro da Silva Pinheiro Chagas, nascido em Lisboa, Santa Isabel, a 19 de maio de 1872 e falecido em Cascais, Estoril, a 27 de janeiro de 1935, que foi jornalista e deputado monárquico, líder da resistência contra a República no Alto Minho, casado com Maria Teresa Pressler;
- Edgardo da Silva Pinheiro Chagas, nascido em Lisboa, Santa Isabel, a 24 de julho de 1874, casado primeira vez a 24 de março de 1913, com Hortênsia Amil dos Reis e Sousa, que faleceu em Lisboa, Lumiar, a 30 de julho de 1914, e segunda vez a 16 de dezembro de 1915, com Ana Maria Ribeiro Sá Ramos Chaves;
- Frederico da Silva Pinheiro Chagas, nascido em Lisboa, Santa Isabel, a 7 de junho de 1882, segundo-tenente da Armada, monárquico convicto que se suicidou em Lisboa, São Sebastião da Pedreira, a 5 de outubro de 1910;
- Valentina da Silva Pinheiro Chagas, nascida em Lisboa, Santa Isabel, a 22 de outubro de 1883 e falecida em Ponta Delgada, São Sebastião, a 7 de Setembro de 1970, casada em Paris, Saint Pierre de Grès Cailloux, a 21 de Janeiro de 1914 com Cristiano Frazão Pacheco, nascido em Ponta Delgada, São Sebastião, a 22 de agosto de 1885 e falecido em Lisboa, Coração de Jesus, a 3 de Maio de 1964, de quem não teve descendência;